# Ron Rowan
Ronald Lewis Rowan, detto Ron (New Brighton, 23 aprile 1963), è un ex cestista e dirigente sportivo statunitense con cittadinanza irlandese, professionista nella NBA e in Europa.
È padre del cestista Maverick Rowan.

## Carriera

### Giocatore
Rowan iniziò la carriera giocando alla University of Notre Dame e alla St. John's University.
Dopo il periodo universitario venne selezionato dai Philadelphia 76ers al terzo round del Draft NBA 1986 alla 67ª scelta assoluta, ma fu escluso dalla squadra prima dell'inizio della stagione 1986-87, che trascorse quindi nella lega CBA (Continental Basketball Association). Nel marzo 1987 firmò un contratto con i Portland Trail Blazers, franchigia con cui scese in campo nelle uniche sette gare in NBA della sua carriera, registrando 1,7 punti di media. A seguito di questa parentesi, continuò a giocare in CBA o nella lega USBL.
Nel marzo 1988 Rowan venne chiamato dalla Reyer Venezia per disputare le ultime sette giornate del campionato di Serie A1 1988-1989. Nonostante i suoi 29,3 punti di media, i veneti non riuscirono ad evitare il penultimo posto in classifica e la conseguente retrocessione in Serie A2.

Rowan in azione con Pistoia

Le sue prestazioni in canotta veneziana spinsero la dirigenza dell'Olimpia Pistoia a puntare su di lui. La squadra all'epoca militava nella Serie A2 1989-1990, torneo in cui Rowan confermò le proprie doti realizzative con 31,4 punti di media in trenta presenze di regular season e 31,2 punti in dieci gare di postseason. Questi numeri vennero ulteriormente migliorati durante l'annata seguente, che venne da lui chiusa con 34,4 punti di media in regular season e 33,0 punti in postseason. La sua terza stagione pistoiese fu quella della promozione in Serie A1, ottenuta anche grazie al suo apporto di 31,9 punti in ventotto presenze di regular season e 28,4 in nove presenze nella fase (con squadre miste di A1 e A2) decisiva per il salto di categoria. A posteriori, questo triennio rappresentò l'unica parentesi italiana che non lo vide cambiare club a fine anno.
Rowan lasciò infatti Pistoia per continuare a giocare in Serie A2, con l'ingaggio da parte del Napoli Basket. Con i partenopei viaggiò a 32,6 punti di media, mentre la squadra centrò la salvezza in virtù del quartultimo posto nella Serie A2 1992-1993. Un anno più tardi vestì i colori della Pallacanestro Trapani nuovamente in Serie A2, in un'annata terminata a livello di squadra anche in questo caso con la salvezza, mentre a livello personale la sua media punti fu pari a 26,9 a incontro.
Nell'estate 1994 approdò a Reggio Emilia, ma dopo le prime undici giornate della Serie A1 1994-1995 venne tagliato e sostituito dal croato Danko Cvjetićanin. Qualche mese più tardi, nel febbraio 1995, si accordò con gli spagnoli del León per andare a sostituire l'infortunato Harold Pressley.
Tornò a giocare nella Serie A2 italiana nel dicembre 1995, con una breve esperienza a Modena dove arrivò per prendere il posto di Gordan Firić salvo poi lasciare la squadra dopo tre partite. Nella stessa stagione fece anche un veloce ritorno in CBA con due apparizioni tra le file dei Chicago Rockers. Nel marzo 1997 fece ritorno nel massimo campionato spagnolo, questa volta al Fuenlabrada dove rimpiazzò José Luis Llorente con uno status da comunitario, grazie al passaporto irlandese in suo possesso e all'emissione della sentenza Bosman. In sei presenze nella Liga ACB 1996-1997 segnò 11,3 punti di media, i quali non evitarono alla squadra l'ultimo posto in classifica e la retrocessione in seconda serie.
Nel 1997-1998 Rowan esordì in Eurolega all'età di 34 anni con la canotta del club greco del PAOK Salonicco. Il cammino della formazione bianconera si interruppe agli ottavi di finale contro l'Alba Berlino in campo europeo e in gara 5 delle finali perse 2-3 contro il Panathīnaïkos in campo nazionale.
La sua carriera proseguì con nuove stagioni in Italia. Nel 1998-1999 militò nella Pallacanestro Cantù dove partì spesso dalla panchina, visto che su venticinque presenze in regular season partì titolare in dodici occasioni, vista anche la presenza di Antonello Riva nel roster. Ciò non gli impedì comunque di essere utilizzato per 28,6 minuti di media, nei quali realizzò 15,6 punti a partita. I brianzoli conclusero quell'edizione della Serie A1 all'ottavo posto in classifica, qualificandosi per i play-off. L'anno seguente fu un giocatore della Pallacanestro Trieste, altra società di A1: con i giuliani, che si qualificarono ai play-off, Rowan viaggiò a 19,5 punti di media in 34,5 minuti di utilizzo medio, partendo in quintetto base in tutte le ventotto gare di regular season che egli giocò quell'anno. Nella sua undicesima annata in Italia, trascorsa tra le file della Mens Sana Siena, le sue cifre scesero a 7,0 punti in 18,0 minuti a partita, in una stagione chiusa anzitempo ad aprile per via di un problema al piede. Si ritirò così dal basket giocato all'età di 38 anni.

### Dirigente
Nell'aprile 2024 divenne presidente del Pistoia Basket 2000 essendo il capofila della società East Coast Sport Group Italia S.r.l., veicolo societario italiano del gruppo di investitori americani che acquisirono le quote di maggioranza del club toscano. Qualche settimana più tardi, a luglio, suo figlio Maverick venne presentato come uno dei giocatori stranieri in forza alla stessa squadra pistoiese per l'annata 2024-2025..
La presidenza di Rowan si caratterizza per una serie di scelte gestionali e sportive che suscitano critiche e controversie. Al momento del suo insediamento, eredita una squadra che aveva concluso la stagione regolare al 6º posto, raggiungendo i quarti di finale dei playoff. Tuttavia, opta per una significativa riorganizzazione dell'organico, decidendo di non rinnovare il contratto dell'allenatore in carica, Nicola Brienza, recentemente premiato come allenatore dell'anno, e lasciando partire tutti i giocatori statunitensi, nonostante il loro apporto positivo. La campagna acquisti successiva porta all'inserimento in squadra di diversi giocatori provenienti principalmente da Pompano Beach, località di residenza dello stesso Rowan. Durante la stagione, il suo operato viene contestato per interventi diretti nelle dinamiche di gioco, come la partecipazione ai timeout e la gestione delle rotazioni dei giocatori, con un impiego particolarmente elevato di suo figlio. Queste scelte generano attriti con gli allenatori avvicendatisi nel corso dell'anno, tra cui Dante Calabria, Zare Markovski e Gasper Okorn, e inoltre lo porta all'inibizione per tre mesi.
Sul piano finanziario, la società attraversa un periodo di difficoltà a partire da febbraio, con incertezze riguardanti la sostenibilità economica della stagione. Emergono dubbi sulla possibilità di rispettare gli obblighi federali, tra cui il pagamento di una rata alla FIP, e anche sul rispetto degli stipendi degli atleti. Inoltre, a seguito della partenza di un giocatore italiano, Michael Anumba, il club si ritrova temporaneamente con soli cinque atleti italiani a roster, non rispettando così la formula 6+6 (sei stranieri e sei italiani) precedentemente adottata. Se la situazione non fosse stata sanata, la squadra avrebbe rischiato una sanzione di 50.000 euro per ogni partita disputata senza il numero minimo di giocatori italiani richiesto dal regolamento. Nonostante le difficoltà economiche, il club riesce a reperire in extremis le risorse necessarie per affrontare una cruciale trasferta a Napoli, ottenendo una vittoria insperata, accolta dai tifosi come una vera e propria impresa, nonostante i ranghi estremamente ridotti a causa delle partenze avvenute e della mancanza di allenamenti effettuati.
Alla luce di tutto ciò, Ron Rowan e suo figlio Maverick sono stati duramente contestati dalla tifoseria, da dirigenti e imprenditori di Pistoia nonché da staff tecnico e giocatori. Il 7 marzo 2025, data la situazione venutasi a creare, Rowan si è dimesso dalla carica di Presidente, venendo sostituito da Joseph David, già membro del CDA del Pistoia Basket 2000 in qualità di uomo di fiducia di Rowan e colui che ha immesso la cassa necessaria a evitare la scomparsa del club a stagione in corso; Rowan rimane in carica come consigliere del Consiglio di Amministrazione del Pistoia Basket 2000 e mantiene il suo ruolo all'interno della East Coast Sport Group, seppur la sua gestione del Pistoia Basket 2000 abbia peggiorato la propria posizione anche per questo. Pochi giorni dopo è stato risolto consensualmente il contratto che legava Maverick Rowan al Pistoia Basket 2000.

## Palmarès
- CBA Rookie of the Year (1987)